# Quercus chungii
Quercus chungii là một loài thực vật có hoa trong họ Cử. Loài này được F.P.Metcalf miêu tả khoa học đầu tiên năm 1931.

## Hình ảnh